# Tabarre
Tabarre (język kreolski haitański: Taba) – miasto na Haiti, w departamencie Zachodnim.
Według danych szacunkowych na rok 2009 miejscowość liczy 99 011 mieszkańców.